# Werner von Essen
Emil Werner von Essen, född 4 september 1875 i Heinola, död 26 september 1947 i Helsingfors, var en finländsk arkitekt.
von Essen var utbildad vid Polytekniska institutet i Helsingfors. Han var från 1906 lärare vid Centralskolan för konstflit och dess rektor 1915–1943. Han planerade 1908–1909 bland annat de nyklassicistiska byggnaderna vid Skillnadsgatan 11, Kaserngatan 23 och Asunto Oy Linna på Skatudden i Helsingfors samt Hangö musikpaviljong (1913). Ytterligare ett uppmärksammat verk är Normahuset (1904) på Lotsgatan 10 på Skatudden, ritat av Arkitektbyrån von Essen, Kallio & Ikäläinen.